# Sciurilli
Los sciurilli (o pizzelle di sciurilli) son un producto de friggitoria (freiduría) típico de la cocina napolitana. Preparaciones similares se encuentran en el País Nizardo y la Provenza en Francia (beignets de fleurs de courgette), y Cataluña en España (bunyols de flor de carbassa).

## Descripción
Los sciurilli son flores de calabaza (aún cerradas) rebozadas, fritas en abundante aceite de oliva y saladas.
Se venden en las friggitorie típicas de Nápoles, en Italia, junto a otros productos típicos como las pastacresciute, los scagliuozzi (polenta frita), las rodajas de berenjena fritas rebozadas (parecidas a la tempura japonesa), los pequeños arancini redondos (bolas de arroz) y las crocchè (croquetas) de patata.